# Piazza del Gesù Nuovo
Piazza del Gesù Nuovo è una delle piazze più importanti del centro storico di Napoli.
La piazza, che deve il nome all'omonima chiesa ivi presente, è posizionata sul decumano inferiore e la sua posizione centrale rispetto al centro storico cittadino la pone a pochi passi da altri importanti luoghi storici, come via Toledo e piazza Dante, piazza Monteoliveto e piazza San Domenico Maggiore.

## La piazza
Sulla facciata della chiesa del Gesù Nuovo, è affissa la targa UNESCO con incisa la motivazione per la quale il centro storico di Napoli è divenuto patrimonio dell'umanità:
(UNESCO)
La piazza, fulcro di alcuni dei più importanti monumenti di Napoli, ruota attorno al monumentale obelisco dell'Immacolata, maestosa guglia di marmo bianco e bardiglio posta al centro dello spiazzale. 
Sul lato ovest, vi sono alcuni storici palazzi nobiliari di stile tardo barocco, come il palazzo Pandola ed il palazzo Pignatelli di Monteleone. Sul lato opposto ad essi, dall'altro lato della strada, vi è un importante complesso d'architettura medievale, la chiesa delle Clarisse.
Di fronte ed al lato si innalzano rispettivamente due delle chiese più importanti della città: la chiesa del Gesù Nuovo ed il Monastero di Santa Chiara. La prima, costruita su quello che era il palazzo Sanseverino, ha nella sua facciata quattrocentesca con bugnato a punta di diamante in pietra piperina il più tipico esempio di barocco napoletano. La seconda, che invece rappresenta la più grande chiesa di stile gotico della città, possiede il sepolcreto ufficiale dei Borbone, dove riposano i sovrani del Regno delle Due Sicilie, da Ferdinando a Francesco II.
Ai lati della chiesa del Gesù Nuovo, vi sono altri due monumentali edifici, oggi divenuti licei, il palazzo delle Congregazioni, divenuto liceo "Genovesi" ed il palazzo Professa, oggi liceo "Eleonora Pimentel Fonseca".

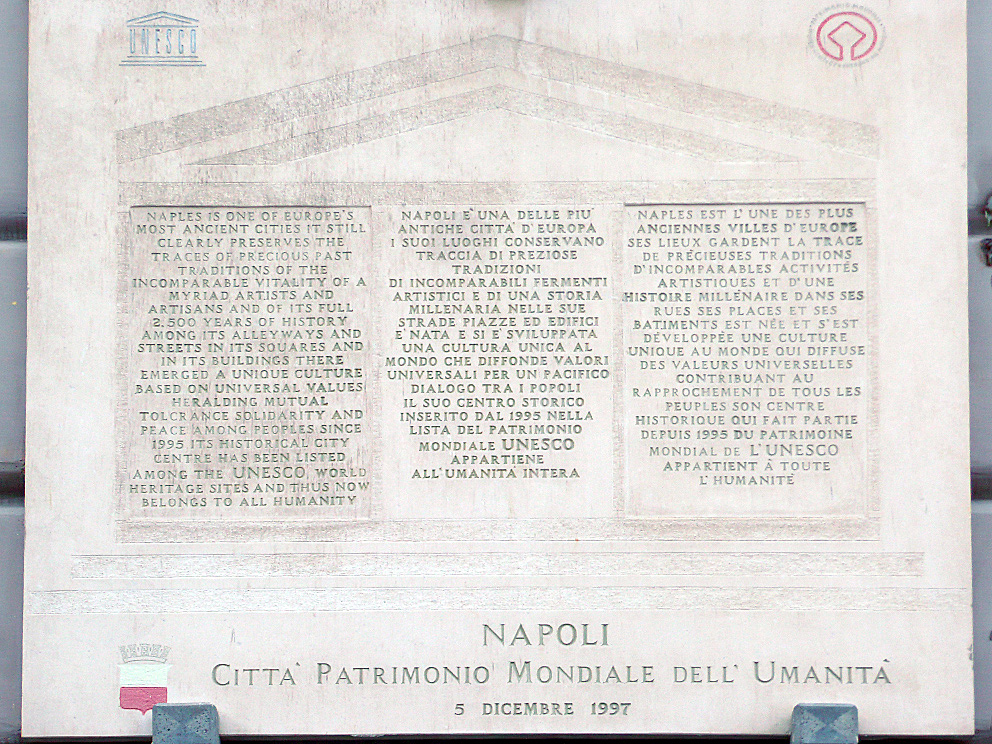
La targa UNESCO
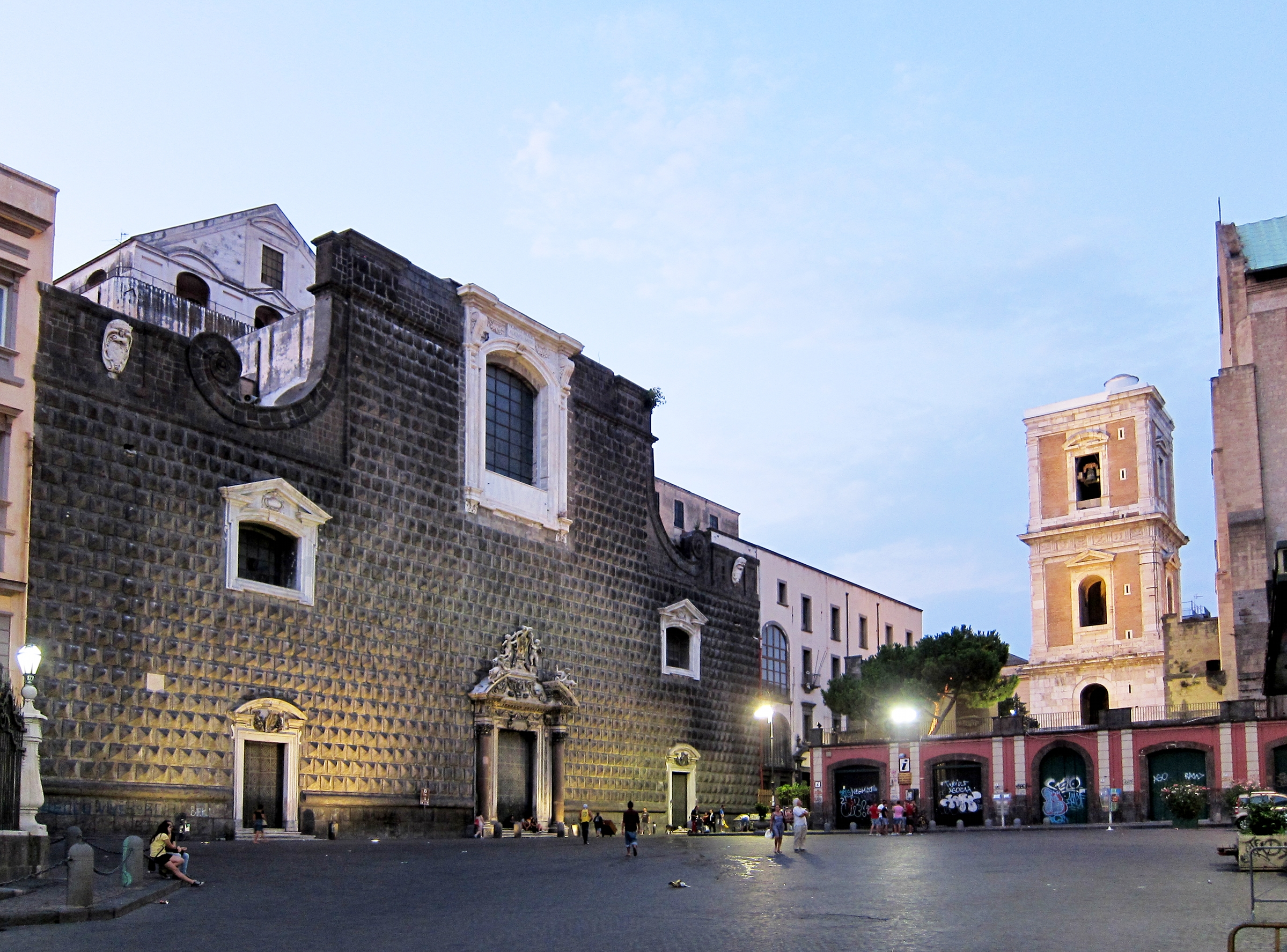
La piazza verso la chiesa del Gesù Nuovo, da cui prende il nome
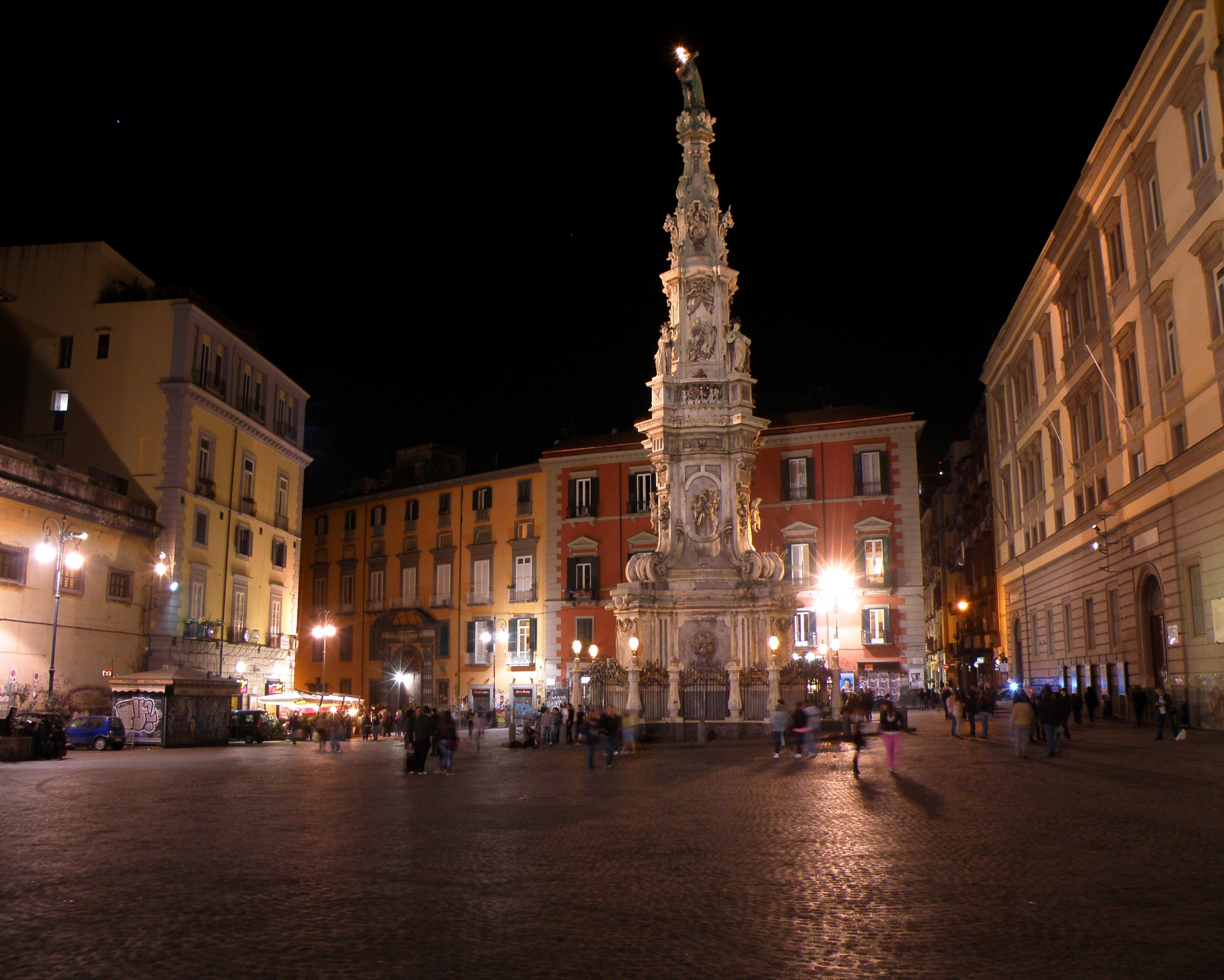
La piazza verso il palazzo Pandola. Al centro insiste l'obelisco dell'Immacolata (vista notturna)